# Associazione Sportiva Como Nuoto
La Como Nuoto Recoaro è una società pallanuotistica di Como, che milita nel campionato di Serie A2.
Possiede anche una squadra femminile, la quale gioca in Serie A1 dalla stagione 2021-2022.
Inoltre può vantare i settori di nuoto e nuoto sincronizzato. Nel tempo la Como Nuoto ha avuto anche i tuffi tra le sue discipline.

## Storia
Nel 1919, su iniziativa di due giovani, Giulio Bucciarelli e Alessandro Cameroni, nasce il Como Water Polo Club. La squadra si allena presso le Terme Comensi, nell'acqua del lago, cosa che limitava la stagione agonistica da maggio a settembre. Negli anni venti, il club viene "affiliato" dalla Ginnastica Comense, con la cui divisa Luciano Trolli prende parte ai Giochi di Amsterdam nel 1924, specialità 200 metri rana. La società ha sede presso la Canottieri Lario e, poi, nella palazzina che ospitava il Reale Automobile Club d'Italia, oggi sede dello Yacht Club Como. Quando l'area del borgo di San Giorgio viene riorganizzata, a seguito della costruzione (nel 1927) dello Stadio Giuseppe Sinigaglia, le Terme Comensi vengono smantellate e l'attività pallanuotistica si trasferisce sulla sponda opposta del lago, in viale Geno, presso i Bagni Margherita. In cambio dell'ospitalità, gli atleti si esibivano in spettacoli natatori e di tuffi, svolgendo anche servizio di salvataggio qualora necessario.
Nel 1926, un atleta della Comense, Giuseppe Mazza, si laurea campione d'Italia nei 200 metri rana, imitato poi da Ernesto Manzoni, presente anche al Campionato mondiale universitario dal 1927 al 1930. Vinse cinque volte il titolo tricolore nei 200 rana. Ai giochi del 1928 è presente invece Antonio Conelli, in gara nella staffetta 4x200.
Negli anni trenta la zona di viale Geno viene riorganizzata, anche a seguito di un incendio e della demolizione del quartiere della Cortesella, le cui macerie vengono smaltite nel lago. In luogo dei Bagni Margherita venne costruito il Lido di Villa Geno, struttura ancora oggi esistente e sede definitiva del sodalizio. Allo stesso periodo risale il distacco dalla Comense e l'assunzione della denominazione Como Nuoto. Presidente è Oscar Castagna, vice presidenti Giulio Bucciarelli e Alessandro Cameroni. Il simbolo della società è un cavalluccio marino, che verrà sostituito solo qualche anno più tardi dalla rana dei nostri giorni. Sembra che il nuovo stemma sia stato disegnato da Camillo Broffoni, caricaturista comasco emigrato a Parigi e vignettista per Paris-Soir.
Durante la seconda guerra mondiale, stante la requisizione del Lido ad opera della Wehrmacht, la Como Nuoto fu ospite della Canottieri Lario e, dopo il 1944, del piroscafo "Italia", dismesso dalla Navigazione Laghi per via dell'età, il quale viene ormeggiato davanti Villa Olmo e, poi, spostato sul ramo opposto. Subito dopo la fine della guerra, verrà utilizzata provvisoriamente una baracca militare tedesca, requisita e poi ceduta alla società per interessamento di un dirigente del Comitato di Liberazione Nazionale di Milano, Oreste Gementi. E, nel 1946, un atleta della Como Nuoto, Enzo Bianchi, si laurea campione italiano nei 200 rana.
Fu nel 1950 che il Comune concesse alla società la disponibilità della punta di Geno, per erigervi la nuova sede, inaugurata il 12 luglio 1951 alla presenza di Luigi Rovelli, presidente della Como Nuoto nonché vicesindaco della città e del presidente del C.O.N.I. Alberto Bonacossa.
Sino agli anni settanta l'attività si svolgeva interamente nelle acque del lago. L'idea (e le possibilità) di costruire una piscina arrivarono solo più tardi. Fu realizzata infatti nel 1972 grazie al Presidente Adriano Meroni, che con grande e generoso contributo economico personale e coinvolgendo economicamente anche una cordata di amici e collaboratori riuscì a costruirla, dedicandola all'Ing. LucianoTrolli, mentre al 1979 risale lo spazio esterno alla sede della società che è occupato dal solarium. Sono anni in cui la squadra si dibatte in Serie C e B. Ma la nuova piscina Olimpica fu teatro della prima promozione in Serie A2 al termine del vittorioso torneo di Serie B 1984, con una squadra composta da ragazzi cresciuti nel vivaio comasco. La società comasca fu di nuovo promossa nel 1986-1987, salendo per la prima volta nella sua storia in Serie A1, per retrocedere però immediatamente. Nel 1992-1993 le rane si aggiudicarono il campionato di Serie A2 e cominciarono cinque stagioni consecutive di massima serie. In questi anni arrivò anche il primo trofeo internazionale, quando nel 1994-1995 la Como Nuoto si aggiudicò la Coppa COMEN. In quell'anno viene fatto registrare il miglior piazzamento di sempre in Serie A1, l'ottavo posto, bissato nel 1996-1997. Nelle giovanili si forma in quegli anni Lorenzo Vismara, che diverrà poi un affermato nuotatore.
La retrocessione del 1997-1998 segna l'avvio di un lungo periodo di permanenza in Serie A2 per il club. In estate, il portiere Marco Gerini, già nel giro della Nazionale, viene ceduto a Roma. In diverse occasioni i comaschi sfiorarono la promozione in A1, collezionando cinque piazzamenti al 3º posto. Poi, nel 2009-2010, dopo 25 anni consecutivi di permanenza in Serie A1 o A2, la Como Nuoto retrocede in Serie B.
Il ritorno in A2 avviene dopo una sola stagione, grazie alla vittoria del girone B e al successivo spareggio contro i genovesi dell'Andrea Doria, nel quale i lariani s'impongono in entrambe le partite, conquistando la promozione. Nel 2011-2012 ha chiuso il campionato di Serie A2, girone Nord, al 6º posto, sfiorando la qualificazione ai play-off. Qualificazione che arriva nella stagione seguente, grazie al 1º posto in regular season, alla quale segue la promozione in Serie A1. Dopo aver superato in semifinale la Telimar Palermo, la vittoria in finale contro il Catania consente alla Como Nuoto di ritornare nella massima divisione dopo 15 anni.
La stagione 2013-2014 inizia ospitando il girone Nord della Coppa Italia 2013-2014, comprendente anche Savona, Nervi e Cagliari. Le partite sono state disputate alla Piscina olimpica e hanno visto la qualificazione dei padroni di casa alla seconda fase. Il Como termina la stagione regolare al 7º posto, miglior risultato di sempre in massima serie.
La stagione 2014-15 si conclude con un decimo posto per il club lariano, che decide però di non iscriversi nuovamente al massimo campionato. 
La stagione 2015-16 disputata in serie B, vede la Como Nuoto classificarsi terza nel girone di competenza, con allenatore Francesco Rota. Al termine della regular season del campionato di serie B 2016-17,conclusa al secondo posto del girone 2 la società biancoblu viene nuovamente promossa in Serie A2 dopo i playoff contro la Sportiva Sturla (vittoria 8-12 in quel di Genova e 5-4 alla piscina di Muggiò) Giusto ricordare che Stefano Pozzi sostituì Rota a poche giornate dal termine del campionato, nella stessa primavera al il presidente cambiò con l'avvento di Mario Bulgheroni. 
La Como Nuoto si affida al ligure Paolo Venturelli e disputa quindi il campionato di Serie A2 nella stagione 2017-18 classificandosi settima nel girone nord. I biancoblu concludono in ottava posizione nel campionato 2018-19, stagione che vede anche un cambio in panchina a metà campionato con Luca Polacchi che sostituisce Venturelli. Nel novembre del 2019 la Como Nuoto firma un contratto di sponsorizzazione triennale con Acqua Recoaro, assumendo ufficialmente il nome di Como Nuoto Recoaro. Per la stagione 2019-20 il sodalizio sceglie come tecnico Predrag Zimonjić. Nel 2024, dopo essere retrocessa in Serie B, la squadra maschile viene ripescata in Serie A2.

## Strutture
Sebbene la sede del sodalizio di Viale Geno, con vasca da 25 metri ospiti le sedute d'allenamento estive, la Como Nuoto gioca le partite casalinghe nella Piscina olimpica, situata nel quartiere di Muggiò. Inaugurata nel 1981, è la principale struttura di questo tipo nella provincia di Como e possiede una tribuna capace di 800 spettatori. Nelle occasioni in cui la vasca Olimpica Comasca è inutilizzabile come nella stagione 2019-20 le sedute di allenamento si tengono principalmente alla Piscina Comunale Chiasso ed gli incontri casalinghi al Centro Natatorio Pia Grande di Monza.

## Presidenti
- 1922-?  Enzo Malinverno
- Oscar Cassani
- 1941-?  Rodolfo Cantaluppi
- Vincenzo De Toma
- Lino Angri
- 1951-?  Edoardo Orsenigo
- Tanino Pessina
- Ubaldo De Ponti
- Adriano Meroni
- Luigi Giardini
- Corrado Badò
- ?-1999  Franco Malinverno
- 1999-2002  Marco Flutti
- 2003-2004  Domenico Dato
- 2005-2017  Alessandro Dalle Donne
- 2017-           Mario Bulgheroni

## Palmarès

### Competizioni nazionali
- Campionato italiano di Serie A2: 2

1992-1993, 2012-2013
- Campionato italiano di Serie B: 1

2010-2011

### Competizioni internazionali
- Coppa COMEN: 1

1994-1995

## Organico Maschile 2024-2025

### Rosa 2024/2025
| N° |                   | Ruolo | Giocatore         |
| -- | ----------------- | ----- | ----------------- |
|    | Italia (bandiera) | P     | Matteo Pasetti    |
|    | Italia (bandiera) | P     | Alessandro Givoni |
|    | Italia (bandiera) |       | Simone Riefoli    |
|    | Italia (bandiera) |       | Francesco Bet     |
|    | Italia (bandiera) |       | Giacomo Bertotto  |
|    | Italia (bandiera) |       | Filippo Fornara   |
|    | Italia (bandiera) |       | Daniel Csiszar    |

| N° |                   | Ruolo | Giocatore         |
| -- | ----------------- | ----- | ----------------- |
|    | Italia (bandiera) |       | Mattia Bianchi    |
|    | Italia (bandiera) |       | Marton Csiszar    |
|    | Italia (bandiera) |       | Alberto Fontana   |
|    | Italia (bandiera) |       | Jacopo Pellegatta |
|    | Italia (bandiera) |       | Noah Giudici      |
|    | Italia (bandiera) |       | Martino Fusi      |
|    | Italia (bandiera) |       | Michele Sibaud    |

### Staff tecnico
- Predrag Zimonjić - Allenatore
- Arnaudi Stefano- Vice-Allenatore
- Pasetti Jacopo- Direttore sportivo
- Gaetano Bianchi - Medico sociale
- Ettore Destro - Medico sociale
- Marco Sopransi - Medico sociale
- Enzo Frigerio - Fisioterapista

## Organico Femminile

### Rosa Femminile 2023-2024
| N° |                   | Ruolo | Giocatore          |
| -- | ----------------- | ----- | ------------------ |
|    | Italia (bandiera) | P     | Carolina Giacon    |
|    | Italia (bandiera) | P     | Alexia Volpato     |
|    | Italia (bandiera) | D     | Bianca Romanó      |
|    | Italia (bandiera) | D     | Anita Radaelli     |
|    | Italia (bandiera) | D     | Francesca Cattaneo |
|    | Italia (bandiera) | A     | Veronica Martella  |
|    | Malta (bandiera)  | A     | Elena Borg         |

| N° |                   | Ruolo | Giocatore          |
| -- | ----------------- | ----- | ------------------ |
|    | Italia (bandiera) | A     | Alessia Iannarelli |
|    | Italia (bandiera) | CB    | Maria Romanò       |
|    | Italia (bandiera) | CB    | Jamila Tedesco     |
|    | Italia (bandiera) | CV    | Alice Giraldo      |
|    | Italia (bandiera) | CV    | Anna Cassano       |
|    | Italia (bandiera) | CV    | Maddalena Fisco    |
|    | Italia (bandiera) | CV    | Elisa Marcatali    |

### Staff tecnico
- Andrea Pisano - Allenatore
- Verika Scorza - Direttore Sportivo